# The Cosmos Rocks
A The Cosmos Rocks a Queen + Paul Rodgers formáció stúdióalbuma. Az együttes tagjai Paul Rodgers énekes, valamint Brian May gitáros és Roger Taylor dobos, a Queen együttes egykori tagjai. Európában 2008. szeptember 15-én, Amerikában október 28-án jelent meg, világszerte nagy várakozás és vita kísérte. A formációt sokan elmarasztalták, amiért Queen néven adták ki a lemezt, ráadásul Rodgers bluesos stílusában. Általánosságban negatív kritikákat kapott, és minden idők egyik legjobban leértékelt lemeze lett. Kereskedelmileg sem volt olyan sikeres, mint ahogy várták, csak az ötödik helyet érte el a brit albumlistán, és épphogy bekerült a Billboard Top 200-ba.
Rögtön a megjelenése után elindult a támogató koncertturnéja, Rock the Cosmos Tour címen. Az album negatív fogadtatása ellenére nagy tömegek előtt játszottak, megerősítve azt a vélekedést, hogy a Queen + Paul Rodgers inkább koncert–, mint stúdiózenekar.

## Története
A Queen együttes két egykori tagja, Brian May gitáros és Roger Taylor dobos 2004-ben kezdett közös munkákba Paul Rodgersszel, a Free és a Bad Company együttesek egykori énekesével. 2005-ben és 2006-ban közös világturnét adtak már Queen + Paul Rodgers néven, ahol az korábbi együtteseik egykori slágereit adták elő. 2005-ben már közös albumuk is jelent meg Return of the Champions címen, amely a Queen + Paul Rodgers Tour zenei anyagát dolgozta fel. 2006 negyedik negyedében jelentették be, hogy közös albumot terveznek, amelyen már teljesen új, általuk írt dalok fognak szerepelni. Nyilatkozataikban kiemelték, hogy Rodgers ezzel nem lett a Queen tagja, nem akarja átvenni Freddie Mercury helyét. Első közösnek mondott kislemezük, a Say It’s Not True 2007 decemberében jelent meg. Ez valójában egy korábbi szerzemény,  May és Taylor már 2003-ban előadták Nelson Mandela AIDS-tudatosság kampányának egyik koncertjén. Az új formációban mindhárman énekeltek belőle egy versszakot, és Queen + Paul Rodgers néven adták ki. Egy hónapig ingyenesen elérhetővé tették, hogy ezzel is támogassák az AIDS elleni harcot, majd 2008 elején CD formátumban jelent meg (az angol slágerlistán a 90. helyet érte el).
A dalokat 2007 novembere és 2008 augusztusa között vették fel (2008. augusztus 1-jén küldték a hangmérnökökhöz a felvett az anyagot). Mint azt May már a lemez megjelenése előtt kijelentette, az új anyag hagyományos stílusban vették fel: mivel Paul Rodgers másik kontinensen lakik (Kanadában), a felvételek pedig Roger Taylor házi stúdiójában zajlottak, az énekes igazodott Mayhez és Taylorhoz, és ő utazott Angliába a dalok írásánál és a stúdiómunkáknál. A döntések során mindhárom tag szava azonos súlyú volt, ezt jelképezi az is, hogy a dalok szerzőit nem jelölik külön-külön. Egy italozás alkalmával részegen felvették a Runaway című egykori rock and roll slágert, de nem biztos, hogy bármelyik kiadásra is felkerül. A C-lebrity című dalban Taylor Hawkins, a Foo Fighters dobosa háttérvokálozott. Bár voltak olyan feltételezések, hogy a koncertek kisegítő zenészei (Danny Miranda, Spike Edney és Jamie Moses) esetleg a felvételeken is közreműködnek, ez végül nem bizonyult igaznak, az összes stúdiómunkát a három tag végezte el (a basszusgitáron May és Rodgers játszottak).
2008. április 4-én a C-lebrity című új szerzeményt előadták az Al Murray's Happy Hour című brit televíziós műsorban, később megerősítették, hogy ez a dal is rajta lesz az új lemezen, és második kislemezként szeptember 8-án jelent meg. Paul Rodgers koncertjein játszani kezdte Warboys című dalát (a 2007-es Live In Glasgow szóló koncertalbumára is felkerült), és nyilatkozatában utalt rá, hogy esetleg rajta lehet a közelgő albumon – ezt 2008 augusztusában meg is erősítette. Szeptember 1-jén a brit Radio 1 egy ötven másodperces részletet játszott le a Time to Shine című dalból.

## Stílus
Az album összességére jellemző a blues és rock and roll gyökerekhez való visszatérés, erre utalt is egy interjúban May: „The Beatles, Jimi Hendrix, blues & soul korszak tanítványai vagyunk”. Ez részben Paul Rodgers énekesi stílusához vezethető vissza. Roger Taylor is elismerte, hogy minden eddigi Queen albumnál rockosabbra sikeredett. Több kritikus negatívumként is kiemelte, hogy ez a stílus inkább Rodgersszé, mint a Queené: a legtöbb dal hagyományos blues és folk típusú kompozíció, ahol a nyújtott gitárkíséret határozza meg a dalt (Voodoo, Through the Night, Surf’s Up… School’s Out!, Still Burnin’). Egyéb dalok akusztikus kíséretet kaptak, de ezek is a hagyományos típusból valóak (Call Me, Small). A Queen stílusát idéző dalok a Say It’s Not True, amely akusztikus kísérettel indul, majd egy ponton elektromosra vált át (May és Taylor ebben az egyetlen dalban énekelnek), és a We Belive, amelyet a BBC kritikusa a Queen We Are the Champions című dalához hasonlított. A C-lebrity karakteres, könnyen felismerhető gitárriffet tartalmaz, a Time to Shine, ezzel ellentétben alig észrevehető, az album többi dalához képest szerény gitártémája van (voltak akik a U2 stílusához hasonlították).
Két dalban visszautalás található egykori Queen dalokhoz: a Cosmos Rockin’ bevezetőjében az 1985-ös One Vision bevezetőjéhez hasonló torzított szöveg hallható, a Still Burnin’ közepén pedig a We Will Rock You lábdobbantás-taps szólama hallható.
A dalok szövegeit sok kritika érte, miszerint sablonosak, giccsesek, és néhol átgondolatlanok. Több dalt a spontán rock and roll életérzés és a zene szeretete sző át (Still Burnin’, Cosmos Rockin’). A C-lebrity a divatos valóságshow műsorok sztárjait karikírozza ki, az olyan embereket, akik minden tehetség és munka nélkül akarnak érvényesülni, és egyetlen vágyuk, hogy szerepelhessenek a televízióban. Támadások érték a Warboys című dal szövegét a miatt, ahogyan a háború és a katonák kapcsolatát ábrázolja, mert abból arra lehet következtetni, hogy konkrétan a katonák hibásak a konfliktusokért; és a We Belive szövegét a túlzott közhelyességéért.

## Borító

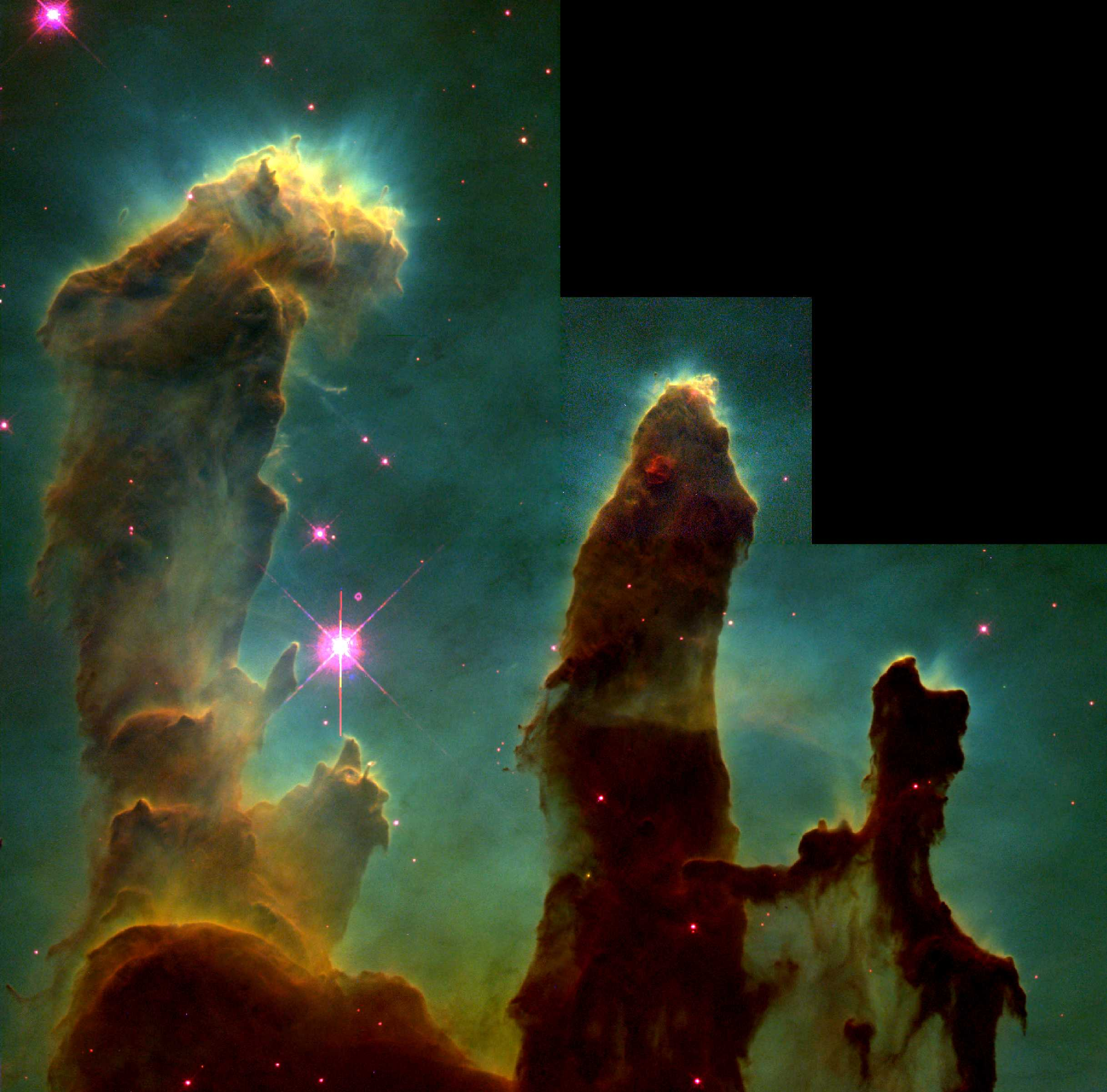
A Teremtés Oszlopai a Sas-ködben

Mind az albumcím, mind a hozzá készült promóciós anyag fő témája a kozmosz. Ez eredhet abból, hogy Brian May az 1960-as években csillagászati tanulmányokat folytatott, majd több éves megszakítás után 2007-ben lediplomázott, valamint társszerzője volt Patrick More és Phil Lintott mellett a Bang! – The Complete History of the Universe című könyvnek
Jóval a megjelenés előtt elérhetővé vált az együttes honlapján egy promóciós kép, amellyel az új albumot és az azt következő turnét reklámozták. A kép az úgynevezett Sas-köd (Eagle Nebula), egy több ezer fényév kiterjedésű kozmikus gázfelhő egy csoportját, a bizonyos Pillars of Creation (a Teremtés Oszlopait) ábrázolta. A képet 1995-ben készítette a Hubble űrteleszkóp.
Az album borítóképét Edgar Martins fényképész készítette, akinek már korábban több csillagászati témájú fényképsorozatot készített. A borítóképen a három zenész látható állva, Roger Taylor egy dobot, Brian May pedig egy gitárt tart a kezében, Paul Rodgers üres kézzel áll. A háttérben elmosódott csillagok láthatók. A C-lebrity kislemez borítója gyakorlatilag megegyezik az albuméval, kisebb elrendezésbeli különbségekkel, valamint itt hiányoznak a csillagok.

## Fogadtatás
| Kritikák         | Kritikák  |
| Forrás           | Értékelés |
| ---------------- | --------- |
| AllMusic         | [ 21 ]    |
| Blender          | [ 22 ]    |
| est.hu           | [ 23 ]    |
| PopMatters       | [ 24 ]    |
| Record Collector | [ 25 ]    |
| Rolling Stone    | [ 26 ]    |
| The Guardian     | [ 2 ]     |
| The Sunday Times | [ 27 ]    |

Szeptember 15-i megjelenése után a brit hét közepi irányadó listán a harmadik helyezett volt (11500 eladott példánnyal), az első helyen a Metallica Death Magnetic albuma (16900 eladott példánnyal), a második helyen Ne-Yo Year of the Genteleman albuma (13000 eladott példánnyal) szerepelt. Ennek ellenére a szeptember 21-én lezáruló 38. heti eladások tanulsága szerint az album csak az ötödik helyen debütált a brit albumlistán (28 ezer eladott példánnyal). A következő héten a 18. helyre zuhant le, majd mindössze négy héttel a háta mögött lekerült a listáról. Az európai értékesítéseket kis mértékben befolyásolta a szeptember 11-én a Csalagútban történő baleset, emiatt egyes előrendelések késve érkeztek. A C-lebrity kislemez a 33. helyet érte el a brit slágerlistán, az első helyet a brit rock slágerlistán. Magyarországon szeptember 21-én a 15. helyen debütált a Top 40 albumlistán. A Billboard Top 200-ra egyetlen hét erejéig került fel, 11 ezres eladással a 47. helyre.
Az United World Chart listára 63 ezres eladással a 12. helyre került fel, egy héttel később a 24. helyre csúszott vissza világszerte 48 ezres eladással.
Már a megjelenése előtt, és nem sokkal megjelenése után több kritika készült az albumról. A megítélése teljesen vegyes volt, bár általánosságban a rossztól a közepesig terjedtek az osztályozások. A negatív vélemények szerint Brian May és Roger Taylor ezzel a kollaborációval egykori hírnevüket aknázzák ki, és ezek a próbálkozások hasonlóak például a Five együttessel előadott We Will Rock You-hoz, vagy a McFly Don’t Stop Me Now feldolgozásához; valamint Paul Rodgers hagyományosabb hard rock és blues rock stílusa nem feltétlenül tett jót a Queen behatárolhatatlan stílusának. Pozitív vélemények szerint érezhető a hangzáson a tagok zene iránti szeretete, elkötelezettsége és szakértelme, és mint idős zenészek tiszteletet vívnak ki maguknak. Több kritikus a Queen egykori albumaihoz hasonlította az anyagot, és általános vélemények szerint nem éri el azoknak a színvonalát. Hogy melyek az album jobb dalai, arról a legtöbb kritikus eltérően vélekedett.
A Guardian magazin kritikusa két csillagot adott az ötből, és erősen kritizálta kifejezetten a Warboys háborúellenes szövegét, valamint Rodgers énekesi hitelességét. Az est.hu kritikusa szerint egyik dal sem éri el a régi Queen színvonalát, sőt, az album bizonyos megoldásai egyenesen kínosak.  A Mojo magazintól három csillagot kapott. A kritikus szerint annak ellenére, hogy a tagok kijelentették, hogy a zenekar nem a Queen folytatása, a Queen + Paul Rodgers névvel nem kerülhetik el az összehasonlítást, viszont még így is működik a produkciójuk. Az Uncut magazin cikke az egész projektet megmosolyogtatónak tartotta, a dalok nagy részét humortalan Led Zeppelin utánzatnak, dagályos balladának és a munkásosztály számára készült pub-rock számoknak nevezte. A BBC weboldalán megjelenő cikk általánosságban pozitív véleménnyel volt az albumról. Kiemelte a három zenész zene iránti szeretetét és a humorra való hajlamát. A cikk a Call Me és We Belive dalokat emelte ki, mint az album két mélypontját. A Rolling Stone kritikusa két csillagot adott a lehetséges ötből.  Az író felrótta, hogy Paul Rodgers énekesi karizmája meg sem közelíti Freddie Mercury stílusát, és megállapította, hogy az album a klasszikus rock klisék felsorolása.

## Az album dalai
Az összes dal szerzője Brian May, Roger Taylor és Paul Rodgers. 
|     | Cím                      | Hossz |
| --- | ------------------------ | ----- |
| 1.  | Cosmos Rockin’           | 4:10  |
| 2.  | Time to Shine            | 4:23  |
| 3.  | Still Burnin’            | 4:04  |
| 4.  | Small                    | 4:39  |
| 5.  | Warboys                  | 3:18  |
| 6.  | We Believe               | 6:08  |
| 7.  | Call Me                  | 2:59  |
| 8.  | Voodoo                   | 4:27  |
| 9.  | Some Things That Glitter | 4:03  |
| 10. | C-lebrity                | 3:38  |
| 11. | Through the Night        | 4:54  |
| 12. | Say It’s Not True        | 4:00  |
| 13. | Surf’s Up… School’s Out! | 5:38  |
| 14. | small reprise            | 2:05  |

## Közreműködők
Zene
- Brian May – gitár, háttérvokál, basszusgitár, zongora, billentyűsök
- Paul Rodgers – ének, zongora, billentyűsök
- Roger Taylor – dob, háttérvokál, billentyűsök
- Taylor Hawkins: extra háttérvokál a C-lebrity-ben

Produkció
- Borítókép: Edgar Martins
- Producer: Queen + Paul Rodgers
- Társproducerek: Joshua J. Macrae, Justin Shirley-Smith, Kris Fredriksson
- Keverés: Kevin Metcalfe, Alex Wordsworth

## Helyezések
| Ország            | Helyezés |
| ----------------- | -------- |
| Anglia            | #5       |
| Magyarország      | #15      |
| Finnország        | #15      |
| Franciaország     | #28      |
| Németország       | #4       |
| Billboard Top 200 | #47      |

## Kislemezek
| Év   | Kislemez          | Pozíció |
| ---- | ----------------- | ------- |
| 2007 | Say It’s Not True | #90 UK  |
| 2008 | C-lebrity         | #33 UK  |

## Koncertturné
A Rock The Cosmos turné szintén 2008 őszén veszi kezdetét, és az Egyesült Királyságon kívül több európai országot és Moszkvát is érinti majd. 2008. október 28-án a Budapest Sportarénában is fellépnek. Az utolsó koncert november 1-jén lesz Bécsben.